# كريس كلارك (كاتبة)
كريس كلارك (بالإنجليزية: Chris Clark)‏ هي مغنية وكاتبة سيناريو أمريكية، ولدت في 1 فبراير 1946 في سانتا كروز في الولايات المتحدة.

## وصلات خارجية
- الموقع الرسمي
- كريس كلارك على موقع IMDb (الإنجليزية)
- كريس كلارك على موقع ألو سيني (الفرنسية)
- كريس كلارك على موقع ميوزك برينز (الإنجليزية)
- كريس كلارك على موقع أول موفي (الإنجليزية)
- كريس كلارك على موقع قاعدة بيانات الأفلام السويدية (السويدية)
- كريس كلارك على موقع ديسكوغز (الإنجليزية)
- كريس كلارك على موقع كينوبويسك (الروسية)